# 토고의 국장

토고의 국장

토고의 국장은 1962년 3월 14일에 제정되었다.
국장 양쪽에는 활과 화살을 들고 있는 두 마리의 빨간색 사자가 그려져 있다. 사자는 국민의 용기를, 활과 화살은 토고의 국민들이 나라의 자유를 수호하기 위하여 활동한다는 것을 의미한다.
두 마리의 사자 사이에 그려져 있는 금색 방패 안에는 토고의 공식 명칭인 "토고 공화국" ("République Togolaise")의 머리글자인 "RT" 가 쓰여져 있으며, 방패 위쪽에는 두 개의 토고의 국기가 그려져 있다.
국장 위쪽에 그려져 있는 리본에는 "통일, 평화, 단결" ("Union, Paix, Solidarite")이라는 문구가 프랑스어로 쓰여져 있다.